# Øyestad
Øyestad er en tidligere kommune i Aust-Agder. Ved nedlæggelsen i 1992 strakte kommunen sig fra Rykene og Løddesøl i vest til Stoa og Strømmen i øst, og fra Nedenes i syd til Rise og Libru i nord.
1. januar 1992 blev Øyestad, Hisøy, Moland og Tromøy kommuner slået sammen med Arendal til den nye Arendal kommune. Øyestad havde da en befolkning på 8 679 og et areal på 96 km. Kommunecenteret var Bjorbekk.

## Historie
Kommunen blev etableret som Øyestad formandskabsdistrikt i 1837, bestående af præstegældene Fjære, Froland og Hisøy i tillæg til Øyestad. Fjære blev udskilt som egen kommune i 1846. I 1850 blev også Froland udskilt, og Øyestad og Hisøy udgjorde dermed Øyestad formandskabsdistrikt. Området havde på daværende tidspunkt 5 215 indbyggere.
- 1. januar 1881 blev Øyestad og Hisøy delt og begge blev selvstændige kommuner. Øyestad havde da 4 474 indbyggere og Hisøy 2 652.
- 1. januar 1962 blev ejendommen Salvestjønn udskilt fra Øyestad og lagt til Landvik kommune.
- 1. januar 1992 blev Øyestad, som da havde 8.679 indbyggere, indlemmet i Arendal bykommune sammen med Hisøy, Moland og Tromøy.

## Giftmorderne fra Øyestad
Gunild Carlsdatter og Karen Jonsdatter døde under mystiske omstændigheder i Øyestad i 1768 og 1769. I eftertid viste de sig at være forgiftet med "fluekrudt", en gift indeholdende arsenik. Kusinerne Alet Christophersdatter og Berthe Olsdatter blev arresteret, mistænkt for drabene. Alet tilstod i afhør, at hun tog livet af kvinderne med en gift, hendes kusine Berthe Olsdatter bragte til veje. Karen Jonsdatter blev myrdet, fordi Alet ønskede at gifte sig med Karens mand, Alf Aanonsen. Året forinden, i 1768, forgiftede Alet enken Gunild Carlsdatter, som hun tjente hos. Noget egentligt motiv havde hun ikke. Alet og Berthe blev stillet for retten i Nedenes tingret den 25. september 1769, men sagen blev udsat, fordi Alets yngre søster, Anne Christophersdatter, også kom under mistanke. Idéen om fluekrudtet skulle være kommet fra Berthe, som igen skulle have den fra Anne. I afhør tilstod Anne at have forgiftet sin madmor Guri Hansdatter i 1762. Hun var da 16 år og meget ulykkelig i pladsen, efter at Guris hus var nedbrændt, så de måtte bo hos en nabo. En gammel kone Anne kom i snak med, tilrådede hende at tage livet af madmoren med fluekrudt. Den gamle skal have påstået, at Gud ville tilgive hende pga hendes unge alder, og gav hende af det fluekrudt, hun selv havde købt. Naboen, de var flyttet ind til, undrede sig over, at Anne ikke selv spiste maden, hun havde tilberedt til Guri, og at et dyr samtidig døde på gården.
28. juni 1762 havde Anne givet Guri pulveret i maden. Hun døde 2. juli, og Anne rejste hjem til sine forældre, men magtede ikke at holde på hemmeligheden, som hun fortalte til sin søster Alet og  kusinen Berthe Olsdatter. I 1767 kom Alet i tjeneste hos enken Gunild Karlsdatter, som hun forgiftede i november. Giften var blevet smurt på et stykke brød, hun serverede sin madmor. Ved juletider i 1768 døde også Anne Jansdatter. Muligvis har hun anskaffet giften og er blevet et farligt vidne for søstrene. I 1769 flyttede Anne ind til Arendal og tog tjeneste hos Morten Mauritzen. Alet rejste hjem til sine plejeforældre, Karen Jonsdatter og Alf Aanonsen. Alet var 30 år og forlængst giftefærdig, og da hendes plejefar Alf var kendt som en sagtmodig mand, anså hun ham som en passende ægtefælle. Hun bad sin kusine Berthe om at købe gift på Arendals apotek, og fortalte også, hvad den skulle bruges til. Giften var blevet smurt på et stykke brød, hun serverede sin plejemor. Det tog plejemoren ni dage at dø af den. Nu begyndte rygterne at gå, Alet blev udpeget som morder, og hendes plejefar Alf som mulig medskyldig. I 1874 skrev J.H. Bentzen en meget grundig redegørelse for sagen og henrettelserne.
Alet var født i 1739, Anne i 1746, og de var fra Væddingplassen i Helle i Øystad. Søstrene blev dømt til døden ved halshugning. Dommen blev anket. I 1771 faldt højesterets dom. Alet blev dømt til at halshugges med økse, hovedet sat på stage, og resten begravet på retterstedet. Anne skulle henrettes med sværd, og legeme og hoved begraves i stilhed. Berthe Olsdatter blev dømt til tugthus på livstid i Christiania. Sagsomkostningerne skulle dækkes af de dømte selv, men de ejede intet. Berthe blev løsladt nogle år senere, giftede sig og døde først i høj alder.
Sagen rystede lokalbefolkningen, og danner udgangspunkt i Gabriel Scotts roman Jernbyrden fra 1915.